# Дусти (Шахритусский район)
Дусти́ (тадж. Дӯстӣ) — село в Хатлонской области Республики Таджикистан. 
Входит в состав джамоата (сельской общины) им. Худойназара Холматова Шахритусского района.
Находится на расстоянии 15 км от райцентра (пгт. Шахритус) и 15 км от центра джамоата (село Кахрамон).
Название села означает «дружба». Прежнее название, до 2012 г. — Кызылабад (тадж. Қизилобод).
Население — 1451 чел. (2017).